# Good Out Here
«Aqui Estamos Bien»  —título original en inglés: «Good Out Here»— es el tercer episodio de la cuarta temporada de la serie de televisión posapocalíptica, horror Fear the Walking Dead. Se estrenó el 29 de abril de 2018. Estuvo dirigido por Dan Liu y en el guion estuvo a cargo de Shintaro Shimosawa.
Este episodio presenta la muerte de Nick Clark (Frank Dillane). Dillane pidió dejar el programa durante el rodaje de la tercera temporada. A pesar de la muerte de Nick Clark, Dillane siguió apareciendo a lo largo de las escenas de flashbacks que tenían lugar antes de los acontecimientos actuales en la primera mitad de la temporada.

## Trama
En una secuencia de flashbacks, Nick y Madison hacen una carrera de suministros, sin embargo, cuando llegan, descubren que el hermano de Mel, Ennis, ya lo ha saqueado. Charlie espió a Madison y obtuvo la ubicación, dándosela a Ennis. Nick le ruega a Charlie que no escuche a los Buitres. Nick luego ataca a Ennis con su cuchillo, pero Madison lo impide matar a Ennis. Charlie va con Ennis en su El Camino azul y se fueron. En el presente, el vehículo SWAT se sale de la carretera y se estrella después de una conmoción dentro del vehículo entre los dos grupos. Nick ve el Camino azul y lo persigue. Los demás encuentran una estación de servicio que tiene un camión con cable de alambre, que pueden usar para remolcar el vehículo SWAT del lodo. Al regresar al camión SWAT, luchan contra varios infectados y lo remolcan con éxito. Nick encuentra a Ennis en una granja y luchan dentro de un silo. Nick empala a Ennis en una exhibición de astas de ciervo, matándolo. Charlie luego dispara a Nick. Llega el resto del grupo, donde intentan revivirlo, pero muere. Alicia solloza y queda totalmente devastada.

## Recepción

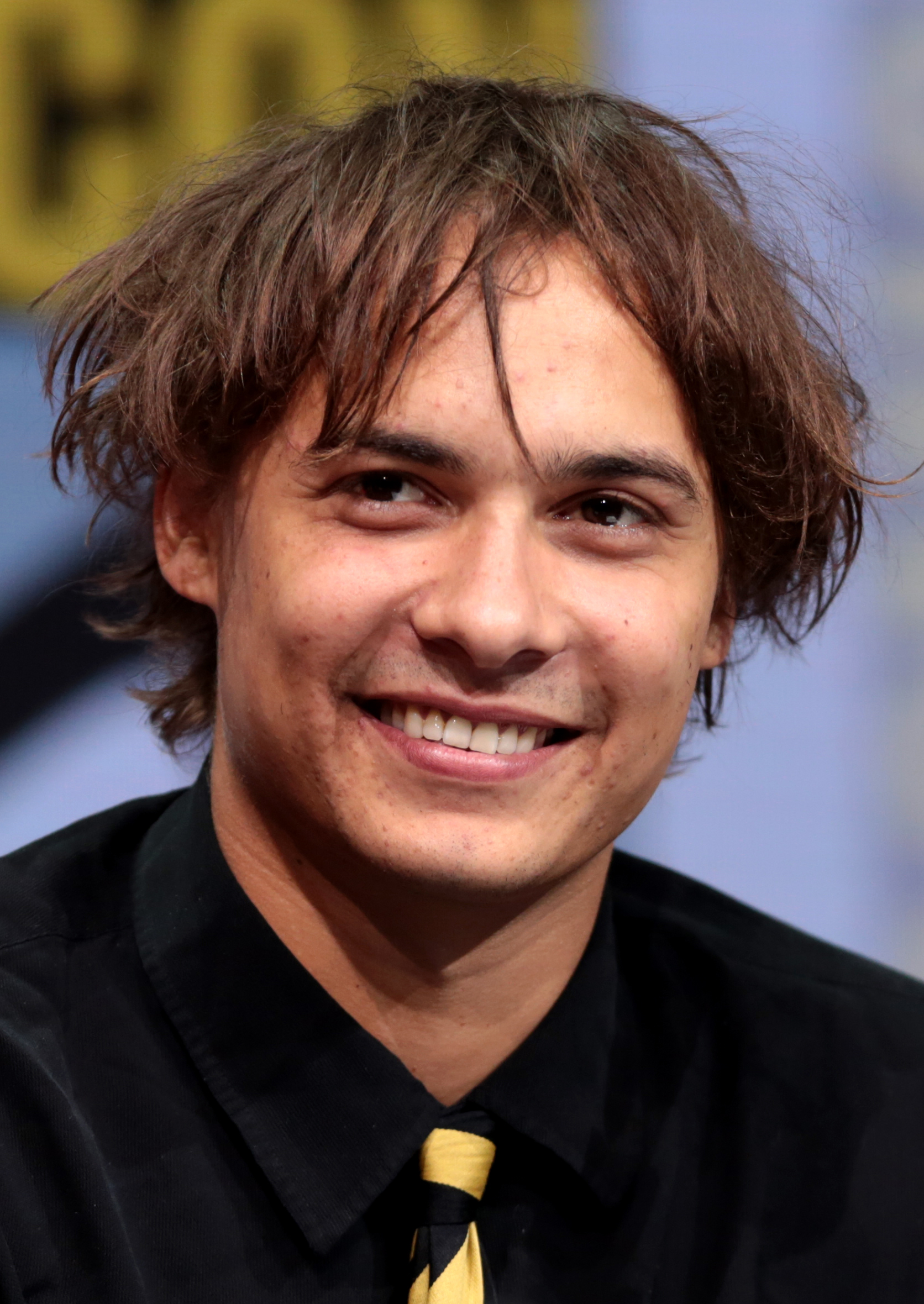
El episodio marca la muerte de Nick Clark interpretado por Frank Dillane

"Good Out Here" recibió críticas en su mayoría positivas de los críticos. En Rotten Tomatoes, "Good Out Here" obtuvo una calificación del 82%, con una puntuación promedio de 8.5/10 basada en 11 reseñas. El consenso crítico del sitio dice: "Good Out Here" "infundirá miedo genuino al caminar. Espectadores muertos, que tratan a los fans con pavor escalofriante antes de ejecutar una salida devastadora para un personaje principal".

### Calificaciones
El episodio fue visto por 2,71 millones de espectadores en los Estados Unidos en su fecha de emisión original, por debajo de las calificaciones del episodios anterior de 3,07 millones de espectadores.